# Rosie Tribe
Rosie Tribe es una deportista británica que compitió en vela en la clase 470. Ganó una medalla de bronce en el Campeonato Europeo de 470 de 1991.

## Palmarés internacional
| \| Campeonato Europeo \| Campeonato Europeo \| Campeonato Europeo \| Campeonato Europeo \| \| Año \| Lugar \| Medalla \| Clase \| \| ------------------ \| ------------------ \| ------------------ \| ------------------ \| \| 1991 \| Bergen (Noruega) \| Medalla de bronce \| 470 \| |                  |                   |       |
| Campeonato Europeo |                  |                   |       |
| Año | Lugar            | Medalla           | Clase |
| 1991 | Bergen (Noruega) | Medalla de bronce | 470   |